# Euphorbia letestuana
Euphorbia letestuana là một loài thực vật có hoa trong họ Đại kích. Loài này được (Denis) Bruyns mô tả khoa học đầu tiên năm 2006.